# Ugyops amboinensis
Ugyops amboinensis är en insektsart som beskrevs av Frederick Arthur Godfrey Muir 1913. Ugyops amboinensis ingår i släktet Ugyops och familjen sporrstritar. Inga underarter finns listade i Catalogue of Life.